# Celamodes rufotincta
Celamodes rufotincta är en fjärilsart som beskrevs av Rothschild 1912. Celamodes rufotincta ingår i släktet Celamodes och familjen björnspinnare. Inga underarter finns listade i Catalogue of Life.